# Orarion
Het Orarion (Grieks: ὀράριον; Kerkslavisch: орарь, orar) is in de orthodoxe kerken en oosters-katholieke kerken het equivalent van de westerse diakenstola.
Het orarion bestaat uit een lange strook stof, meestal brokaat, afgezet met goudband. Zoals in de Rooms-Katholieke Kerk loopt het orarion van de linkerschouder over de rechterheup. Aan de voor- en achterkant hangt een strook stof vrij.
Wanneer de diaken de voorbeden of litanie doet, neemt hij het uiteinde van deze strook tussen de middelvinger van zijn rechterhand, heft deze in de lucht om de gelovigen uit te nodigen tot gebed en bekruisigt zich ermee. Hij wijst ermee naar de Gaven als hij de priester bijstaat. Zo volvoert hij zijn dubbele functie van dienaar der Mysteriën aan het Altaar. En van aanvoerder van het gebed van de gelovigen. Als een engel, de gezondene Gods, beweegt hij zich dan heen en weer, van altaar-naar kerkruimte, zoals zijn functie het nodig maakt. Dit gebruik is in de Rooms-Katholieke Kerk onbekend. Tijdens de communie bevestigt de diaken het orarion in kruisvorm op de borst en de rug, om de handen vrij te hebben.
De aarts- en protodiaken dragen een dubbel orarion, in de Griekse en Servische kerk dragen ze het dubbel orarion vanaf hun diakenwijding. Het is niet ongebruikelijk dat in de Slavische traditie op het dubbele orarion in het Kerkslavisch driemaal de afkorting СТЪ staat, dit is een afkorting van het woord Святой, Svatij; "Heilig" en dat er Serafijnen op zijn afgebeeld. 
In de Russisch-Orthodoxe Kerk verkrijgen ook niet proto- en aartsdiakens als onderscheiding het dubbele orarion.
Hypodiakens dragen in de Orthodoxe Kerk en oosters-katholieke kerken een gekruist orarion. In de Griekse traditie dragen altaardienaren en lectoren ook een gekruist orarion, echter met de slippen aan de voorkant recht afhangend en niet gekruist zoals de hypodiakens.